# Potamotrygon falkneri
Potamotrygon falkneri är en rockeart som beskrevs av Castex och Adriano O. Maciel 1963. Potamotrygon falkneri ingår i släktet Potamotrygon och familjen Potamotrygonidae. IUCN kategoriserar arten globalt som otillräckligt studerad. Inga underarter finns listade i Catalogue of Life.